# Південно-східний дивізіон НХЛ
Півде́нно-схі́дний дивізіо́н Національної хокейної ліги був сформуваний у 1998 році у складі Східної конференції після того, як до ліги приєдналися дві нові команди.

## Команди
- Атланта Трешерс
- Кароліна Гаррікейнс
- Флорида Пантерс
- Тампа-Бей Лайтнінг
- Вашингтон Кепіталс

## Положення команд
Скорочення:

ІЗ — ігор зіграно, В — виграно, П — поразок, ПОТ — поразки в овертаймі, ШЗ — шайб закинуто, ШП — шайб пропущено, О — очок набрано.
| Переможці дивізіону | Вийшли до плей-оф |

| Південно-східний дивізіон | ІЗ | В  | П  | ПОТ | ШЗ  | ШП  | О   |
| ------------------------- | -- | -- | -- | --- | --- | --- | --- |
| Вашингтон Кепіталс        | 82 | 50 | 32 | 8   | 272 | 245 | 108 |
| Кароліна Гаррікейнс       | 82 | 45 | 37 | 7   | 239 | 226 | 97  |
| Флорида Пантерс           | 82 | 41 | 41 | 11  | 234 | 231 | 93  |
| Атланта Трешерс           | 82 | 35 | 47 | 6   | 257 | 280 | 76  |
| Тампа-Бей Лайтнінг        | 82 | 24 | 58 | 18  | 210 | 279 | 66  |

## Зміни структури дивізіону

### 1998—1999
- Кароліна Гаррікейнс
- Флорида Пантерс
- Тампа-Бей Лайтнінг
- Вашингтон Кепіталс

#### Зміни після сезону 1998—1999
- Кароліна Гаррікейнс переїхала з Північно-східного дивізіону
- Флорида Пантерс, Тампа-Бей Лайтнінг, і Вашингтон Кепіталс переїхали до Атлантичного дивізіону.

### 1999—нині
- Атланта Трешерс
- Кароліна Гаррікейнс
- Флорида Пантерс
- Тампа-Бей Лайтнінг
- Вашингтон Кепіталс

#### Зміни після сезону 1999—2000
- До дивізіону прийняли нову команду — Атланта Трешерс.

## Переможці чемпіонату дивізіону
- 1999 — Кароліна Гаррікейнс
- 2000 — Вашингтон Кепіталс
- 2001 — Вашингтон Кепіталс
- 2002 — Кароліна Гаррікейнс
- 2003 — Тампа-Бей Лайтнінг
- 2004 — Тампа-Бей Лайтнінг
- 2005 — сезон не відбувся через локаут
- 2006 — Кароліна Гаррікейнс
- 2007 — Атланта Трешерс
- 2008 — Вашингтон Кепіталс
- 2009 — Вашингтон Кепіталс

## Володарі кубка Стенлі
- 2004 — Тампа-Бей Лайтнінг
- 2006 — Кароліна Гаррікейнс

## Число перемог у дивізіоні за командою
| Команда             | Число перемог у дивізіоні | Рік останньої перемоги |
| ------------------- | ------------------------- | ---------------------- |
| Вашингтон Кепіталс  | 4                         | 2009                   |
| Кароліна Гаррікейнс | 3                         | 2006                   |
| Тампа-Бей Лайтнінг  | 2                         | 2004                   |
| Атланта Трешерс     | 1                         | 2007                   |